# 絵本館
株式会社絵本館（えほんかん）は、東京都杉並区に本社を置く絵本の出版社。

## 沿革
1978年、代表の有川裕俊が絵本作家の五味太郎を訪ねた日を創立記念日とする。絵本館のロゴマークは、五味太郎によるデザイン。最初に出版した作品は『海は広いね、おじいちゃん』（五味太郎・作）である。

## 主な出版物
- さる・るるる（五味太郎・作）
- みんながおしえてくれました（五味太郎・作）
- とりあえず まちましょう（五味太郎・作）
- 変なお茶会（佐々木マキ・作）
- ぶたのたね（佐々木マキ・作）
- なにをたべたかわかる？（長新太・作）
- よこむいて にこっ（高畠純・作）
- だじゃれどうぶつえん（中川ひろたか・文/高畠純・絵）
- ぞうのみずあそび（いとうひろし・作）
- おならうた（谷川俊太郎・文/飯野和好・絵）
- いいからいいから（長谷川義史・作）
- 妖怪横丁（広瀬克也・作）
- パンダ銭湯（tupera tupera・作）